# Braunschweig Lions

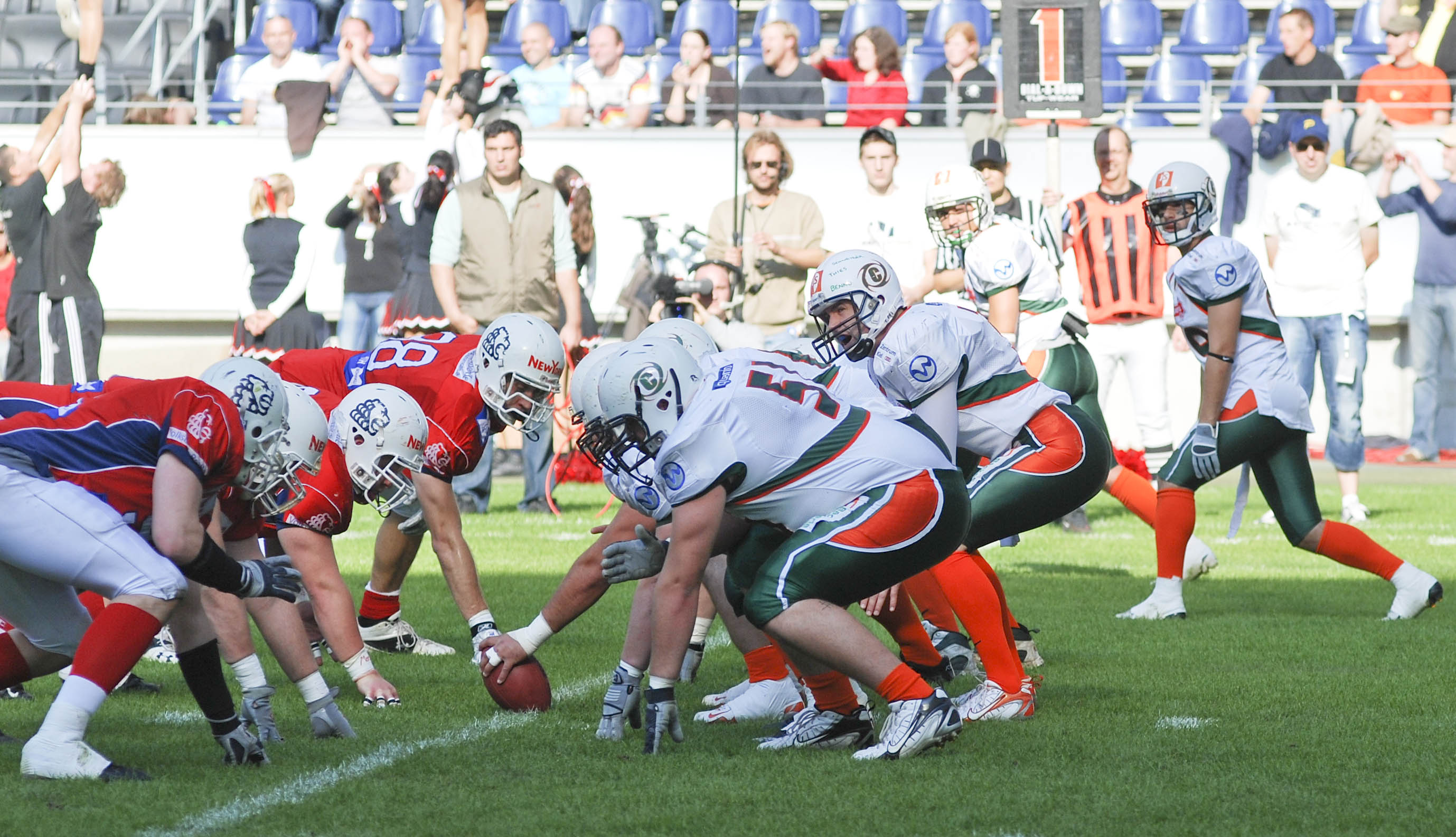
Germanbowl XXX Leones de Braunschweig - Huracanes del Báltico de Kiel

Braunschweig Lions, denominado actualmente New Yorker Lions (español: New Yorker Leones) por motivos de patrocinio, es un equipo de fútbol americano de Brunswick, Baja Sajonia (Alemania).

## Historia

#### Inicios
El equipo fue fundado en 1987, cuando dos jóvenes pusieron un anuncio de que estaban interesados en formar un equipo de futbol americano en periódico local, a este anuncio respondieron 30 personas.
El club alcanzó el máximo nivel de competición en Alemania, la German Football League, en 1994, tan solo tres años después consiguieron su primer campeonato nacional al vencer a Cologne Crocodiles por 26-23 en el German Bowl 1997. 

#### Primer Eurobowl
Después de salir campeón 1998 y 1999 el club, consiguió su primer Eurobowl al vencer 27-23 Hamburg Blue Devils equipo al que veció también en el German Bowl del mismo año.

#### Dominio
Después de los subcampeonatos de 2000, 2001, 2002, 2003, 2004, en 2005 consiguió su cuatro campeonato de la  GFL sobre el segundo club más laureado del momento los Hamburg Blue Devils por un marcador de 31-28.
Con este título alcanzaría a los Blue Devils en materia de campeonatos.
Después de este año ganaría las temporadas 2006, 2007, 2008, 2009 frente a Marburg Mercenaries, Stuttgart Scorpions y Kiel Baltic Hurricanes respectivamente. Al ganar estos títulos pasaría a ser el club más laureado del toda Alemania superando a Berlin Adler.
Después de estas ocho temporadas consecutivas quedando entre los finalistas, el club volvería a salir campeón cuatro años después en 2013 al ganarle en la final a Dresden Monarchs por un apretando 35-34. Seguido a este vendrían los títulos de 2014, 2015 y 2016 todose frente a Schwäbisch Hall Unicorns.
En 2017 el Schwäbisch Hall Unicorns se vengaría de los Lions al vencerlos en la final por 14-13.

#### En Europa
El club mostraría ser de los mejores de Europa al ganar los eurobowls de 2015, 2016 y 2017 con victorias sobre Schwäbisch Hall Unicorns de Alemania por 24-14 en 2015, Tirol Raiders de Austria por 35-21 en 2016 y frente a Frankfurt Universe de Alemania por 55-14 en 2017.

#### Cambio de Nombre
Después de la temporada 2010, se anunció que bajo los términos del acuerdo de licencia de GFL 2011, una nueva compañía manejaría la fortuna económica de los Leones. En el curso de las negociaciones entre la primera compañía y la nueva, no se pudo llegar a un acuerdo sobre la compra de los derechos sobre el nombre de Braunschweig Lions y el logotipo, por lo que fue necesario cambiar el nombre del equipo y cambiar el logotipo. 
Para las temporadas 2011 y 2012, el gimnasio Hygia se ganó el derecho como patrocinador de nombres. 
En marzo de 2011, se anunció que la compañía de moda New Yorker, que ha estado patrocinando a los Leones desde 1988, ahora también se ha convertido en el nuevo poseedor de los derechos del nombre y el logotipo. Fue posible volver a cambiar después del retiro voluntario de Hygia como patrocinador. Por lo tanto, los Lions, como en 1995, se llaman desde la temporada 2011 como New Yorker Lions.
Después de esto los New Yorker Lions ganarían los German Bowls de 2013, 2014, 2015, 2016 y los eurobowl de 2015, 2016 y 2017.

## Palmarés
- Liga alemana: 12 campeonatos (1997, 1998, 1999, 2005, 2006, 2007, 2008, 2013, 2014, 2015, 2016 y 2019).
- Liga Europea de Fútbol Americano: 6 campeonatos (1999, 2003, 2015, 2016, 2017 y 2018).